# Trifolium kingii
Trifolium kingii är en ärtväxtart som beskrevs av Sereno Watson. Trifolium kingii ingår i släktet klövrar, och familjen ärtväxter.

## Underarter
Arten delas in i följande underarter:
- T. k. dedeckerae
- T. k. kingii
- T. k. macilentum
- T. k. productum
- T. k. rollinsii

## Bildgalleri

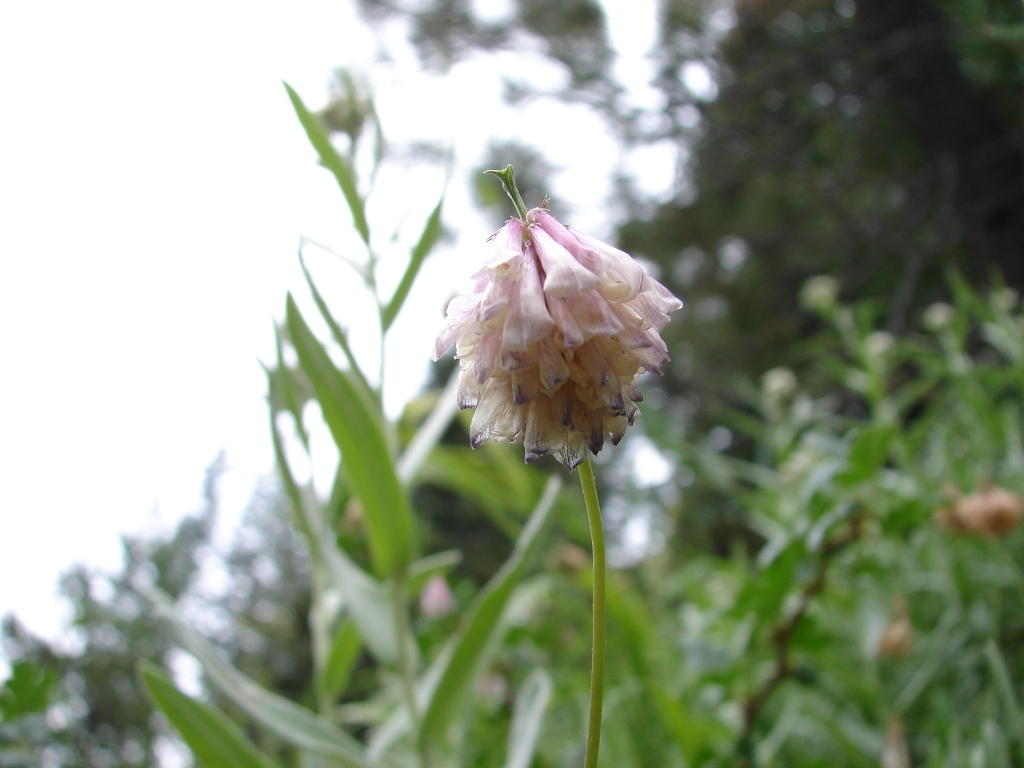